# Trichosetodes triangularis
Trichosetodes triangularis är en nattsländeart som beskrevs av Douglas E. Kimmins 1962. Trichosetodes triangularis ingår i släktet Trichosetodes och familjen långhornssländor. Inga underarter finns listade i Catalogue of Life.